# پیونیر
پیونیر (انگلیسی: Pionir Hall) یا پیونیر آرنا استادیوم ورزشی در واقع در شهرداری بلگراد، صربستان است که ظرفیت آن ۸۱۵۰ صندلی است.